# Sigli (Marskrater)
Der Krater Sigli bildet mit dem Krater Shambe einen Doppelkrater. Er befindet sich in einer Region nördlich des Kraters Holden und Eberswalde im südlichen Hochland des Mars, misst etwa 30 km im Durchmesser und wurde nach einer Stadt in Indonesien benannt.